# Foppolo

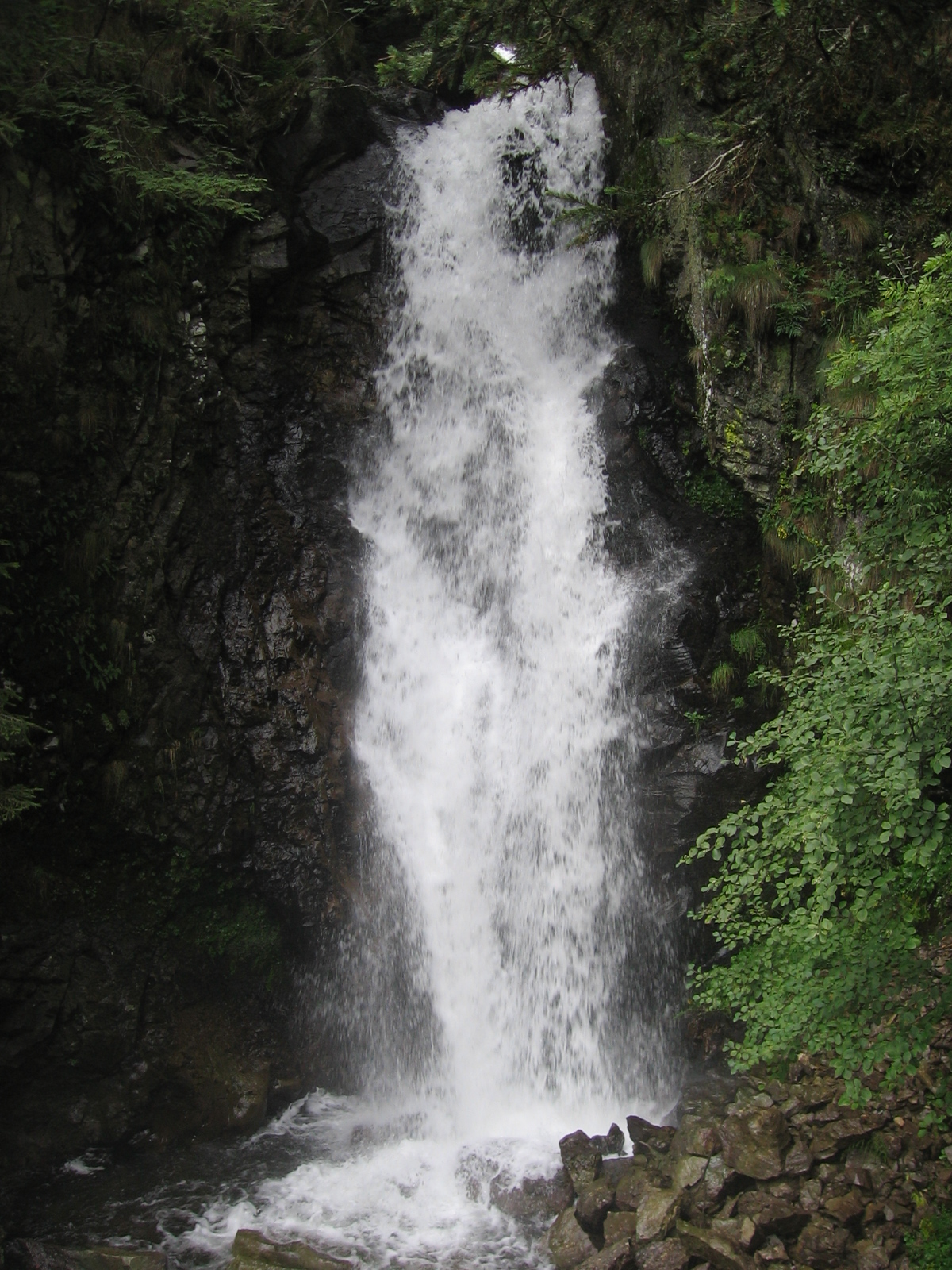
Vodopád

Foppolo je komuna (obec) v provincii Bergamo v italském regionu Lombardie, která se nachází asi 120 kilometrů severovýchodně od Milána a asi 60 kilometrů severně od Bergama. K 1. lednu 2018 měla obec 185 obyvatel. Má rozlohu 16,2 km².
Foppolo sousedí s následujícími obcemi: Caiolo, Carona, Cedrasco, Fusine, Tartano, Valleve.
Dne 12. ledna 1977 zasypala část obce lavina a zabila osm lidí.

## Zimní sporty
V zimě se Foppolo stává důležitým střediskem provincie Bergamo s velkým množstvím sjezdovek. Středisko je propojeno sjezdovkou se střediskem Carona Carisole a vytváří tak lyžařský areál s 12 vleky obsluhující 26 sjezdovek, s rozlohou 30 km² a výškovým poklesem z 2 200 m na 1 635 m.